# Prosna (województwo opolskie)
Prosna – wieś w Polsce położona w województwie opolskim, w powiecie oleskim, w gminie Praszka, nad rzeką Prosną.
W latach 1975–1998 miejscowość położona była w województwie częstochowskim.
W okresie międzywojennym stacjonowała w miejscowości placówka Straży Celnej „Prosna”.